# Las calles de Barcelona
Las calles de Barcelona es una obra del escritor y periodista español Víctor Balaguer, publicada por primera vez entre 1865 y 1866, en dos tomos.

## Descripción
| «Verdadero emporio del comercio esta poblacion, en su puerto se balanceaban naves llegadas de todas las partes del mundo y tenia cónsules en todas las plazas de conocida importancia marítima ó comercial» —Sobre la ciudad de Barcelona, en una introducción titulada «Noticia histórica de Barcelona» |

Balaguer, cronista de la ciudad de Barcelona, recoge, tal y como se explica en las primeras páginas, el «origen de sus nombres», «sus recuerdos, sus tradiciones y leyendas», «biografías de los personajes ilustres que han dado nombre á algunas», «historia de los sucesos y hechos célebres ocurridos en ellas y de los edificios mas notables, asi publicos como particulares, que existen en cada una, con la reseña y noticia de todo lo mas importante relativo á la capital del Principado». Comienza la obra con una «Noticia histórica de Barcelona» a modo de introducción, que se despliega en quince páginas y está firmada el 4 de abril de 1865, y pasa luego a dar noticias de las calles con un recorrido que empieza en el primer tomo en la calle de los Abaixadors y concluye cerca de millar y medio de páginas después con la calle de Zurbano. Incluye un índice al final de cada tomo y un apéndice acompaña al segundo.
Se han señalado como antecedentes de la obra de Balaguer, y por tanto posibles fuentes de inspiración y consulta, los títulos Barcelona antigua y moderna, de Andrés Avelino Pi y Arimón, y la Guía-cicerone de Barcelona, de Antonio de Bofarull. Años después, en 1888, se publicaría una nueva edición, esta vez en tres volúmenes, bajo el título de Las calles de Barcelona en 1865 (complemento de la historia de Cataluña). Ha sido calificado como «el libro más eterno» del autor y se ha destacado su «gran mérito de no limitarse a explicar el nombre de las calles», sino optar por construir «una narración única para toda la ciudad».